# Copa Libertadores 2001
Navigation
Édition précédente Édition suivante
La Copa Libertadores 2001 est la 42e édition de la Copa Libertadores. Le club vainqueur de la compétition est désigné champion d'Amérique du Sud 2001 et se qualifie pour la Coupe intercontinentale 2001.
C'est le tenant du titre, Boca Juniors qui remporte à nouveau le trophée cette année, après avoir battu en finale les Mexicains de Cruz Azul, à l'issue de la séance des tirs au but, la troisième consécutive en finale. C'est le quatrième succès pour Boca Juniors alors que Cruz Azul est la première équipe mexicaine à atteindre la finale. L'attaquant de Palmeiras Wellington Nogueira Lopes est sacré meilleur buteur avec neuf réalisations.
Les formations argentines et brésiliennes dominent la compétition. Outre Vasco da Gama, qui devient la première équipe à remporter ses six matchs de poule, les quarts de finale se disputent avec trois équipes argentines et trois brésiliennes.
Le format de la compétition reste le même que lors de la précédente édition. Le premier tour voit les trente-deux clubs engagés être répartis en huit poules de quatre, dont les deux premiers se qualifient pour la phase finale, qui est elle jouée en matchs aller-retour à élimination directe. La règle des buts marqués à l'extérieur en cas d'égalité sur les deux rencontres n'est pas appliquée. 

## Clubs engagés
| Premier tour | Premier tour | Premier tour | Premier tour | Premier tour | Premier tour | Premier tour | Premier tour | Premier tour | Premier tour | Premier tour | Premier tour | Premier tour | Premier tour | Premier tour | Premier tour |
| --- | --- | --- | --- | --- | --- | --- | --- | --- | --- | --- | --- | --- | --- | --- | --- |
| - Club Atlético Boca Juniors - Tenant du titre - Club Atlético River Plate - Vainqueur des tournois d'ouverture 1999 et de clôture 2000 - Club Atlético San Lorenzo de Almagro - Premier du classement cumulé 1999-2000 - CA Rosario Central - 2e du classement cumulé 1999-2000 - Club Atlético Vélez Sarsfield - 3e du classement cumulé 1999-2000 - Club Deportivo Jorge Wilstermann - Vainqueur du tournoi Ouverture 2000 - Oriente Petrolero - Vainqueur du tournoi Clôture 2000 - The Strongest La Paz - Vainqueur du barrage pré-Libertadores 2000 - Club de Regatas Vasco da Gama - Champion du Brésil 2000 - Associação Desportiva São Caetano - Vice-champion du Brésil 2000 - Cruzeiro Esporte Clube - Vainqueur de la Copa do Brasil 2000 - Sociedade Esportiva Palmeiras - Vainqueur de la Copa de Campeones 2000 - Corporación de Fútbol de la Universidad de Chile - Champion du Chili 2000 - Club de Deportes Cobreloa - Vice-champion du Chili 2000 - Club Deportes Concepción - Vainqueur de la Liguilla pre-Libertadores 2000 | - Club Atlético Boca Juniors - Tenant du titre - Club Atlético River Plate - Vainqueur des tournois d'ouverture 1999 et de clôture 2000 - Club Atlético San Lorenzo de Almagro - Premier du classement cumulé 1999-2000 - CA Rosario Central - 2e du classement cumulé 1999-2000 - Club Atlético Vélez Sarsfield - 3e du classement cumulé 1999-2000 - Club Deportivo Jorge Wilstermann - Vainqueur du tournoi Ouverture 2000 - Oriente Petrolero - Vainqueur du tournoi Clôture 2000 - The Strongest La Paz - Vainqueur du barrage pré-Libertadores 2000 - Club de Regatas Vasco da Gama - Champion du Brésil 2000 - Associação Desportiva São Caetano - Vice-champion du Brésil 2000 - Cruzeiro Esporte Clube - Vainqueur de la Copa do Brasil 2000 - Sociedade Esportiva Palmeiras - Vainqueur de la Copa de Campeones 2000 - Corporación de Fútbol de la Universidad de Chile - Champion du Chili 2000 - Club de Deportes Cobreloa - Vice-champion du Chili 2000 - Club Deportes Concepción - Vainqueur de la Liguilla pre-Libertadores 2000 | - Club Atlético Boca Juniors - Tenant du titre - Club Atlético River Plate - Vainqueur des tournois d'ouverture 1999 et de clôture 2000 - Club Atlético San Lorenzo de Almagro - Premier du classement cumulé 1999-2000 - CA Rosario Central - 2e du classement cumulé 1999-2000 - Club Atlético Vélez Sarsfield - 3e du classement cumulé 1999-2000 - Club Deportivo Jorge Wilstermann - Vainqueur du tournoi Ouverture 2000 - Oriente Petrolero - Vainqueur du tournoi Clôture 2000 - The Strongest La Paz - Vainqueur du barrage pré-Libertadores 2000 - Club de Regatas Vasco da Gama - Champion du Brésil 2000 - Associação Desportiva São Caetano - Vice-champion du Brésil 2000 - Cruzeiro Esporte Clube - Vainqueur de la Copa do Brasil 2000 - Sociedade Esportiva Palmeiras - Vainqueur de la Copa de Campeones 2000 - Corporación de Fútbol de la Universidad de Chile - Champion du Chili 2000 - Club de Deportes Cobreloa - Vice-champion du Chili 2000 - Club Deportes Concepción - Vainqueur de la Liguilla pre-Libertadores 2000 | - Club Atlético Boca Juniors - Tenant du titre - Club Atlético River Plate - Vainqueur des tournois d'ouverture 1999 et de clôture 2000 - Club Atlético San Lorenzo de Almagro - Premier du classement cumulé 1999-2000 - CA Rosario Central - 2e du classement cumulé 1999-2000 - Club Atlético Vélez Sarsfield - 3e du classement cumulé 1999-2000 - Club Deportivo Jorge Wilstermann - Vainqueur du tournoi Ouverture 2000 - Oriente Petrolero - Vainqueur du tournoi Clôture 2000 - The Strongest La Paz - Vainqueur du barrage pré-Libertadores 2000 - Club de Regatas Vasco da Gama - Champion du Brésil 2000 - Associação Desportiva São Caetano - Vice-champion du Brésil 2000 - Cruzeiro Esporte Clube - Vainqueur de la Copa do Brasil 2000 - Sociedade Esportiva Palmeiras - Vainqueur de la Copa de Campeones 2000 - Corporación de Fútbol de la Universidad de Chile - Champion du Chili 2000 - Club de Deportes Cobreloa - Vice-champion du Chili 2000 - Club Deportes Concepción - Vainqueur de la Liguilla pre-Libertadores 2000 | - Club Atlético Boca Juniors - Tenant du titre - Club Atlético River Plate - Vainqueur des tournois d'ouverture 1999 et de clôture 2000 - Club Atlético San Lorenzo de Almagro - Premier du classement cumulé 1999-2000 - CA Rosario Central - 2e du classement cumulé 1999-2000 - Club Atlético Vélez Sarsfield - 3e du classement cumulé 1999-2000 - Club Deportivo Jorge Wilstermann - Vainqueur du tournoi Ouverture 2000 - Oriente Petrolero - Vainqueur du tournoi Clôture 2000 - The Strongest La Paz - Vainqueur du barrage pré-Libertadores 2000 - Club de Regatas Vasco da Gama - Champion du Brésil 2000 - Associação Desportiva São Caetano - Vice-champion du Brésil 2000 - Cruzeiro Esporte Clube - Vainqueur de la Copa do Brasil 2000 - Sociedade Esportiva Palmeiras - Vainqueur de la Copa de Campeones 2000 - Corporación de Fútbol de la Universidad de Chile - Champion du Chili 2000 - Club de Deportes Cobreloa - Vice-champion du Chili 2000 - Club Deportes Concepción - Vainqueur de la Liguilla pre-Libertadores 2000 | - Club Atlético Boca Juniors - Tenant du titre - Club Atlético River Plate - Vainqueur des tournois d'ouverture 1999 et de clôture 2000 - Club Atlético San Lorenzo de Almagro - Premier du classement cumulé 1999-2000 - CA Rosario Central - 2e du classement cumulé 1999-2000 - Club Atlético Vélez Sarsfield - 3e du classement cumulé 1999-2000 - Club Deportivo Jorge Wilstermann - Vainqueur du tournoi Ouverture 2000 - Oriente Petrolero - Vainqueur du tournoi Clôture 2000 - The Strongest La Paz - Vainqueur du barrage pré-Libertadores 2000 - Club de Regatas Vasco da Gama - Champion du Brésil 2000 - Associação Desportiva São Caetano - Vice-champion du Brésil 2000 - Cruzeiro Esporte Clube - Vainqueur de la Copa do Brasil 2000 - Sociedade Esportiva Palmeiras - Vainqueur de la Copa de Campeones 2000 - Corporación de Fútbol de la Universidad de Chile - Champion du Chili 2000 - Club de Deportes Cobreloa - Vice-champion du Chili 2000 - Club Deportes Concepción - Vainqueur de la Liguilla pre-Libertadores 2000 | - Club Atlético Boca Juniors - Tenant du titre - Club Atlético River Plate - Vainqueur des tournois d'ouverture 1999 et de clôture 2000 - Club Atlético San Lorenzo de Almagro - Premier du classement cumulé 1999-2000 - CA Rosario Central - 2e du classement cumulé 1999-2000 - Club Atlético Vélez Sarsfield - 3e du classement cumulé 1999-2000 - Club Deportivo Jorge Wilstermann - Vainqueur du tournoi Ouverture 2000 - Oriente Petrolero - Vainqueur du tournoi Clôture 2000 - The Strongest La Paz - Vainqueur du barrage pré-Libertadores 2000 - Club de Regatas Vasco da Gama - Champion du Brésil 2000 - Associação Desportiva São Caetano - Vice-champion du Brésil 2000 - Cruzeiro Esporte Clube - Vainqueur de la Copa do Brasil 2000 - Sociedade Esportiva Palmeiras - Vainqueur de la Copa de Campeones 2000 - Corporación de Fútbol de la Universidad de Chile - Champion du Chili 2000 - Club de Deportes Cobreloa - Vice-champion du Chili 2000 - Club Deportes Concepción - Vainqueur de la Liguilla pre-Libertadores 2000 | - Club Atlético Boca Juniors - Tenant du titre - Club Atlético River Plate - Vainqueur des tournois d'ouverture 1999 et de clôture 2000 - Club Atlético San Lorenzo de Almagro - Premier du classement cumulé 1999-2000 - CA Rosario Central - 2e du classement cumulé 1999-2000 - Club Atlético Vélez Sarsfield - 3e du classement cumulé 1999-2000 - Club Deportivo Jorge Wilstermann - Vainqueur du tournoi Ouverture 2000 - Oriente Petrolero - Vainqueur du tournoi Clôture 2000 - The Strongest La Paz - Vainqueur du barrage pré-Libertadores 2000 - Club de Regatas Vasco da Gama - Champion du Brésil 2000 - Associação Desportiva São Caetano - Vice-champion du Brésil 2000 - Cruzeiro Esporte Clube - Vainqueur de la Copa do Brasil 2000 - Sociedade Esportiva Palmeiras - Vainqueur de la Copa de Campeones 2000 - Corporación de Fútbol de la Universidad de Chile - Champion du Chili 2000 - Club de Deportes Cobreloa - Vice-champion du Chili 2000 - Club Deportes Concepción - Vainqueur de la Liguilla pre-Libertadores 2000 | - Corporación Deportiva América Cali - Vainqueur du tournoi Clôture 2000 - Asociación Deportivo Cali - Vainqueur du tournoi Ouverture 2000 - Atlético Junior - 2e de la Liguilla pré-Libertadores 2000 - Centro Deportivo Olmedo - Champion d'Équateur 2000 - Club Deportivo El Nacional - Vice-champion d'Équateur 2000 - Club Sport Emelec - 3e de l'Hexagonal 2000 - Club Olimpia - Champion du Paraguay 2000 - Club Guaraní - Vice-champion du Paraguay 2000 - Cerro Porteño - Vainqueur du barrage pré-Libertadores 2000 - Club Universitario de Deportes - Champion du Pérou 2000 - Club Sporting Cristal - 2e du tournoi Ouverture 2000 - Sport Boys Association - 2e du tournoi Clôture 2000 - Club Nacional de Football - Champion d'Uruguay 2000 - Defensor Sporting Club - Vainqueur de la Liguilla pré-Libertadores 2000 - Club Atlético Peñarol - 2e de la Liguilla pré-Libertadores 2000 | - Corporación Deportiva América Cali - Vainqueur du tournoi Clôture 2000 - Asociación Deportivo Cali - Vainqueur du tournoi Ouverture 2000 - Atlético Junior - 2e de la Liguilla pré-Libertadores 2000 - Centro Deportivo Olmedo - Champion d'Équateur 2000 - Club Deportivo El Nacional - Vice-champion d'Équateur 2000 - Club Sport Emelec - 3e de l'Hexagonal 2000 - Club Olimpia - Champion du Paraguay 2000 - Club Guaraní - Vice-champion du Paraguay 2000 - Cerro Porteño - Vainqueur du barrage pré-Libertadores 2000 - Club Universitario de Deportes - Champion du Pérou 2000 - Club Sporting Cristal - 2e du tournoi Ouverture 2000 - Sport Boys Association - 2e du tournoi Clôture 2000 - Club Nacional de Football - Champion d'Uruguay 2000 - Defensor Sporting Club - Vainqueur de la Liguilla pré-Libertadores 2000 - Club Atlético Peñarol - 2e de la Liguilla pré-Libertadores 2000 | - Corporación Deportiva América Cali - Vainqueur du tournoi Clôture 2000 - Asociación Deportivo Cali - Vainqueur du tournoi Ouverture 2000 - Atlético Junior - 2e de la Liguilla pré-Libertadores 2000 - Centro Deportivo Olmedo - Champion d'Équateur 2000 - Club Deportivo El Nacional - Vice-champion d'Équateur 2000 - Club Sport Emelec - 3e de l'Hexagonal 2000 - Club Olimpia - Champion du Paraguay 2000 - Club Guaraní - Vice-champion du Paraguay 2000 - Cerro Porteño - Vainqueur du barrage pré-Libertadores 2000 - Club Universitario de Deportes - Champion du Pérou 2000 - Club Sporting Cristal - 2e du tournoi Ouverture 2000 - Sport Boys Association - 2e du tournoi Clôture 2000 - Club Nacional de Football - Champion d'Uruguay 2000 - Defensor Sporting Club - Vainqueur de la Liguilla pré-Libertadores 2000 - Club Atlético Peñarol - 2e de la Liguilla pré-Libertadores 2000 | - Corporación Deportiva América Cali - Vainqueur du tournoi Clôture 2000 - Asociación Deportivo Cali - Vainqueur du tournoi Ouverture 2000 - Atlético Junior - 2e de la Liguilla pré-Libertadores 2000 - Centro Deportivo Olmedo - Champion d'Équateur 2000 - Club Deportivo El Nacional - Vice-champion d'Équateur 2000 - Club Sport Emelec - 3e de l'Hexagonal 2000 - Club Olimpia - Champion du Paraguay 2000 - Club Guaraní - Vice-champion du Paraguay 2000 - Cerro Porteño - Vainqueur du barrage pré-Libertadores 2000 - Club Universitario de Deportes - Champion du Pérou 2000 - Club Sporting Cristal - 2e du tournoi Ouverture 2000 - Sport Boys Association - 2e du tournoi Clôture 2000 - Club Nacional de Football - Champion d'Uruguay 2000 - Defensor Sporting Club - Vainqueur de la Liguilla pré-Libertadores 2000 - Club Atlético Peñarol - 2e de la Liguilla pré-Libertadores 2000 | - Corporación Deportiva América Cali - Vainqueur du tournoi Clôture 2000 - Asociación Deportivo Cali - Vainqueur du tournoi Ouverture 2000 - Atlético Junior - 2e de la Liguilla pré-Libertadores 2000 - Centro Deportivo Olmedo - Champion d'Équateur 2000 - Club Deportivo El Nacional - Vice-champion d'Équateur 2000 - Club Sport Emelec - 3e de l'Hexagonal 2000 - Club Olimpia - Champion du Paraguay 2000 - Club Guaraní - Vice-champion du Paraguay 2000 - Cerro Porteño - Vainqueur du barrage pré-Libertadores 2000 - Club Universitario de Deportes - Champion du Pérou 2000 - Club Sporting Cristal - 2e du tournoi Ouverture 2000 - Sport Boys Association - 2e du tournoi Clôture 2000 - Club Nacional de Football - Champion d'Uruguay 2000 - Defensor Sporting Club - Vainqueur de la Liguilla pré-Libertadores 2000 - Club Atlético Peñarol - 2e de la Liguilla pré-Libertadores 2000 | - Corporación Deportiva América Cali - Vainqueur du tournoi Clôture 2000 - Asociación Deportivo Cali - Vainqueur du tournoi Ouverture 2000 - Atlético Junior - 2e de la Liguilla pré-Libertadores 2000 - Centro Deportivo Olmedo - Champion d'Équateur 2000 - Club Deportivo El Nacional - Vice-champion d'Équateur 2000 - Club Sport Emelec - 3e de l'Hexagonal 2000 - Club Olimpia - Champion du Paraguay 2000 - Club Guaraní - Vice-champion du Paraguay 2000 - Cerro Porteño - Vainqueur du barrage pré-Libertadores 2000 - Club Universitario de Deportes - Champion du Pérou 2000 - Club Sporting Cristal - 2e du tournoi Ouverture 2000 - Sport Boys Association - 2e du tournoi Clôture 2000 - Club Nacional de Football - Champion d'Uruguay 2000 - Defensor Sporting Club - Vainqueur de la Liguilla pré-Libertadores 2000 - Club Atlético Peñarol - 2e de la Liguilla pré-Libertadores 2000 | - Corporación Deportiva América Cali - Vainqueur du tournoi Clôture 2000 - Asociación Deportivo Cali - Vainqueur du tournoi Ouverture 2000 - Atlético Junior - 2e de la Liguilla pré-Libertadores 2000 - Centro Deportivo Olmedo - Champion d'Équateur 2000 - Club Deportivo El Nacional - Vice-champion d'Équateur 2000 - Club Sport Emelec - 3e de l'Hexagonal 2000 - Club Olimpia - Champion du Paraguay 2000 - Club Guaraní - Vice-champion du Paraguay 2000 - Cerro Porteño - Vainqueur du barrage pré-Libertadores 2000 - Club Universitario de Deportes - Champion du Pérou 2000 - Club Sporting Cristal - 2e du tournoi Ouverture 2000 - Sport Boys Association - 2e du tournoi Clôture 2000 - Club Nacional de Football - Champion d'Uruguay 2000 - Defensor Sporting Club - Vainqueur de la Liguilla pré-Libertadores 2000 - Club Atlético Peñarol - 2e de la Liguilla pré-Libertadores 2000 | - Corporación Deportiva América Cali - Vainqueur du tournoi Clôture 2000 - Asociación Deportivo Cali - Vainqueur du tournoi Ouverture 2000 - Atlético Junior - 2e de la Liguilla pré-Libertadores 2000 - Centro Deportivo Olmedo - Champion d'Équateur 2000 - Club Deportivo El Nacional - Vice-champion d'Équateur 2000 - Club Sport Emelec - 3e de l'Hexagonal 2000 - Club Olimpia - Champion du Paraguay 2000 - Club Guaraní - Vice-champion du Paraguay 2000 - Cerro Porteño - Vainqueur du barrage pré-Libertadores 2000 - Club Universitario de Deportes - Champion du Pérou 2000 - Club Sporting Cristal - 2e du tournoi Ouverture 2000 - Sport Boys Association - 2e du tournoi Clôture 2000 - Club Nacional de Football - Champion d'Uruguay 2000 - Defensor Sporting Club - Vainqueur de la Liguilla pré-Libertadores 2000 - Club Atlético Peñarol - 2e de la Liguilla pré-Libertadores 2000 |
| Tour préliminaire | | | | | | | | | | | | | | | |
| - CF Atlante - Vainqueur de la Pre Pre-Libertadores 2000 - Cruz Azul Fútbol Club - Vainqueur de la Pre Pre-Libertadores 2000 | - CF Atlante - Vainqueur de la Pre Pre-Libertadores 2000 - Cruz Azul Fútbol Club - Vainqueur de la Pre Pre-Libertadores 2000 | - CF Atlante - Vainqueur de la Pre Pre-Libertadores 2000 - Cruz Azul Fútbol Club - Vainqueur de la Pre Pre-Libertadores 2000 | - CF Atlante - Vainqueur de la Pre Pre-Libertadores 2000 - Cruz Azul Fútbol Club - Vainqueur de la Pre Pre-Libertadores 2000 | - CF Atlante - Vainqueur de la Pre Pre-Libertadores 2000 - Cruz Azul Fútbol Club - Vainqueur de la Pre Pre-Libertadores 2000 | - CF Atlante - Vainqueur de la Pre Pre-Libertadores 2000 - Cruz Azul Fútbol Club - Vainqueur de la Pre Pre-Libertadores 2000 | - CF Atlante - Vainqueur de la Pre Pre-Libertadores 2000 - Cruz Azul Fútbol Club - Vainqueur de la Pre Pre-Libertadores 2000 | - CF Atlante - Vainqueur de la Pre Pre-Libertadores 2000 - Cruz Azul Fútbol Club - Vainqueur de la Pre Pre-Libertadores 2000 | - Deportivo Táchira FC - Champion du Venezuela 1999-2000 - Deportivo ItalChacao FC - Vice-champion du Venezuela 1999-2000 | - Deportivo Táchira FC - Champion du Venezuela 1999-2000 - Deportivo ItalChacao FC - Vice-champion du Venezuela 1999-2000 | - Deportivo Táchira FC - Champion du Venezuela 1999-2000 - Deportivo ItalChacao FC - Vice-champion du Venezuela 1999-2000 | - Deportivo Táchira FC - Champion du Venezuela 1999-2000 - Deportivo ItalChacao FC - Vice-champion du Venezuela 1999-2000 | - Deportivo Táchira FC - Champion du Venezuela 1999-2000 - Deportivo ItalChacao FC - Vice-champion du Venezuela 1999-2000 | - Deportivo Táchira FC - Champion du Venezuela 1999-2000 - Deportivo ItalChacao FC - Vice-champion du Venezuela 1999-2000 | - Deportivo Táchira FC - Champion du Venezuela 1999-2000 - Deportivo ItalChacao FC - Vice-champion du Venezuela 1999-2000 | - Deportivo Táchira FC - Champion du Venezuela 1999-2000 - Deportivo ItalChacao FC - Vice-champion du Venezuela 1999-2000 |

## Compétition

### Tour préliminaire
Le tour préliminaire oppose les deux clubs mexicains à leurs homologues vénézuéliens. Les rencontres ont lieu entre le 20 septembre et le 23 novembre 2000.
| Rang | Équipe                  | Pts | J | G | N | P | Bp | Bc | Diff |  | Résultats (▼ dom., ► ext.) | CAz | Tac | Ita | Atl |
| ---- | ----------------------- | --- | - | - | - | - | -- | -- | ---- |  | -------------------------- | --- | --- | --- | --- |
| 1    | Cruz Azul Fútbol Club   | 12  | 6 | 4 | 0 | 2 | 15 | 8  | +7   |  | Cruz Azul Fútbol Club      |     | 4-1 | 4-1 | 1-3 |
| 2    | Deportivo Táchira FC    | 12  | 6 | 4 | 0 | 2 | 7  | 8  | -1   |  | Deportivo Táchira FC       | 1-0 |     | 0-2 | 1-0 |
| 3    | Deportivo ItalChacao FC | 9   | 6 | 3 | 0 | 3 | 9  | 10 | -1   |  | Deportivo ItalChacao FC    | 0-2 | 1-2 |     | 2-0 |
| 4    | CF Atlante              | 3   | 6 | 1 | 0 | 5 | 8  | 13 | -5   |  | CF Atlante                 | 2-4 | 1-2 | 2-3 |     |

### Premier tour
| Rang | Équipe                         | Pts | J | G | N | P | Bp | Bc | Diff |  | Résultats (▼ dom., ► ext.)     | Ros |     | Vél |     |
| ---- | ------------------------------ | --- | - | - | - | - | -- | -- | ---- |  | ------------------------------ | --- | --- | --- | --- |
| 1    | CA Rosario Central             | 13  | 6 | 4 | 1 | 1 | 13 | 4  | +9   |  | CA Rosario Central             |     | 1-0 | 2-0 | 6-0 |
| 2    | Atlético Junior                | 10  | 6 | 3 | 1 | 2 | 10 | 6  | +4   |  | Atlético Junior                | 3-1 |     | 4-0 | 1-1 |
| 3    | Club Atlético Vélez Sarsfield  | 9   | 6 | 3 | 0 | 3 | 5  | 8  | -3   |  | Club Atlético Vélez Sarsfield  | 0-2 | 2-0 |     | 1-0 |
| 4    | Club Universitario de Deportes | 2   | 6 | 0 | 2 | 4 | 3  | 13 | -10  |  | Club Universitario de Deportes | 1-1 | 1-2 | 0-2 |     |

| Rang | Équipe                  | Pts | J | G | N | P | Bp | Bc | Diff |  | Résultats (▼ dom., ► ext.) |     |     |     |     |
| ---- | ----------------------- | --- | - | - | - | - | -- | -- | ---- |  | -------------------------- | --- | --- | --- | --- |
| 1    | SE Palmeiras            | 16  | 6 | 5 | 1 | 0 | 16 | 5  | +11  |  | SE Palmeiras               |     | 5-2 | 2-1 | 3-0 |
| 2    | Cerro Porteño           | 13  | 6 | 4 | 1 | 1 | 17 | 6  | +11  |  | Cerro Porteño              | 0-0 |     | 6-0 | 3-1 |
| 3    | CF Universidad de Chile | 4   | 6 | 1 | 1 | 4 | 5  | 13 | -8   |  | CF Universidad de Chile    | 1-2 | 0-2 |     | 1-1 |
| 4    | Sport Boys Association  | 1   | 6 | 0 | 1 | 5 | 3  | 17 | -14  |  | Sport Boys Association     | 1-4 | 0-4 | 0-2 |     |

| Rang | Équipe                    | Pts | J | G | N | P | Bp | Bc | Diff |  | Résultats (▼ dom., ► ext.) |     |     |     |     |
| ---- | ------------------------- | --- | - | - | - | - | -- | -- | ---- |  | -------------------------- | --- | --- | --- | --- |
| 1    | Club Nacional de Football | 14  | 6 | 4 | 2 | 0 | 9  | 2  | +7   |  | Club Nacional de Football  |     | 2-0 | 1-0 | 3-0 |
| 2    | Club Deportes Concepción  | 7   | 6 | 2 | 1 | 3 | 8  | 8  | 0    |  | Club Deportes Concepción   | 0-0 |     | 3-2 | 3-0 |
| 3    | CA San Lorenzo            | 7   | 6 | 2 | 1 | 3 | 9  | 10 | -1   |  | CA San Lorenzo             | 1-1 | 2-1 |     | 2-0 |
| 4    | CD Jorge Wilstermann      | 6   | 6 | 2 | 0 | 4 | 7  | 13 | -6   |  | CD Jorge Wilstermann       | 1-2 | 2-1 | 4-2 |     |

| Rang | Équipe                 | Pts | J | G | N | P | Bp | Bc | Diff |  | Résultats (▼ dom., ► ext.) |     |     |     |     |
| ---- | ---------------------- | --- | - | - | - | - | -- | -- | ---- |  | -------------------------- | --- | --- | --- | --- |
| 1    | Cruzeiro Esporte Clube | 16  | 6 | 5 | 1 | 0 | 15 | 4  | +11  |  | Cruzeiro Esporte Clube     |     | 2-0 | 3-1 | 5-0 |
| 2    | Club Sport Emelec      | 9   | 6 | 2 | 3 | 1 | 7  | 6  | +1   |  | Club Sport Emelec          | 0-0 |     | 1-1 | 3-1 |
| 3    | Club Olimpia           | 5   | 6 | 1 | 2 | 3 | 10 | 13 | -3   |  | Club Olimpia               | 3-4 | 2-2 |     | 1-0 |
| 4    | Club Sporting Cristal  | 3   | 6 | 1 | 0 | 5 | 4  | 13 | -9   |  | Club Sporting Cristal      | 0-1 | 0-1 | 3-2 |     |

| Rang | Équipe                     | Pts | J | G | N | P | Bp | Bc | Diff |  | Résultats (▼ dom., ► ext.) |     |     |     |     |
| ---- | -------------------------- | --- | - | - | - | - | -- | -- | ---- |  | -------------------------- | --- | --- | --- | --- |
| 1    | Club Atlético River Plate  | 12  | 6 | 4 | 0 | 2 | 13 | 6  | +7   |  | Club Atlético River Plate  |     | 2-0 | 4-0 | 5-1 |
| 2    | Club Deportivo El Nacional | 9   | 6 | 3 | 0 | 3 | 8  | 9  | -1   |  | Club Deportivo El Nacional | 1-0 |     | 3-1 | 2-1 |
| 3    | Club Guaraní               | 7   | 6 | 2 | 1 | 3 | 9  | 11 | -2   |  | Club Guaraní               | 0-1 | 3-1 |     | 4-1 |
| 4    | The Strongest La Paz       | 7   | 6 | 2 | 1 | 3 | 10 | 14 | -4   |  | The Strongest La Paz       | 4-1 | 2-1 | 1-1 |     |

| Rang | Équipe                | Pts | J | G | N | P | Bp | Bc | Diff |  | Résultats (▼ dom., ► ext.) |     |     |     |     |
| ---- | --------------------- | --- | - | - | - | - | -- | -- | ---- |  | -------------------------- | --- | --- | --- | --- |
| 1    | CR Vasco da Gama      | 18  | 6 | 6 | 0 | 0 | 16 | 5  | +11  |  | CR Vasco da Gama           |     | 4-1 | 2-1 | 3-2 |
| 2    | CD América Cali       | 12  | 6 | 4 | 0 | 2 | 10 | 9  | +1   |  | CD América Cali            | 0-3 |     | 2-1 | 3-0 |
| 3    | Club Atlético Peñarol | 4   | 6 | 1 | 1 | 4 | 7  | 10 | -3   |  | Club Atlético Peñarol      | 1-3 | 1-2 |     | 3-1 |
| 4    | Deportivo Táchira FC  | 1   | 6 | 0 | 1 | 5 | 3  | 12 | -9   |  | Deportivo Táchira FC       | 0-1 | 0-2 | 0-0 |     |

| Rang | Équipe                  | Pts | J | G | N | P | Bp | Bc | Diff |  | Résultats (▼ dom., ► ext.) |     |     |     |     |
| ---- | ----------------------- | --- | - | - | - | - | -- | -- | ---- |  | -------------------------- | --- | --- | --- | --- |
| 1    | Cruz Azul Fútbol Club   | 13  | 6 | 4 | 1 | 1 | 12 | 7  | +5   |  | Cruz Azul Fútbol Club      |     | 1-0 | 2-0 | 3-1 |
| 2    | AD São Caetano          | 8   | 6 | 2 | 2 | 2 | 6  | 4  | +2   |  | AD São Caetano             | 1-1 |     | 0-0 | 3-0 |
| 3    | Defensor Sporting Club  | 7   | 6 | 2 | 1 | 3 | 8  | 11 | -3   |  | Defensor Sporting Club     | 3-2 | 0-1 |     | 3-2 |
| 4    | Centro Deportivo Olmedo | 6   | 6 | 2 | 0 | 4 | 11 | 15 | -4   |  | Centro Deportivo Olmedo    | 2-3 | 2-1 | 4-2 |     |

| Rang | Équipe                      | Pts | J | G | N | P | Bp | Bc | Diff |  | Résultats (▼ dom., ► ext.)  |     |     |     |     |
| ---- | --------------------------- | --- | - | - | - | - | -- | -- | ---- |  | --------------------------- | --- | --- | --- | --- |
| 1    | Club Atlético Boca JuniorsT | 15  | 6 | 5 | 0 | 1 | 7  | 5  | +2   |  | Club Atlético Boca JuniorsT |     | 1-0 | 2-1 | 2-1 |
| 2    | Club de Deportes Cobreloa   | 10  | 6 | 3 | 1 | 2 | 8  | 7  | +1   |  | Club de Deportes Cobreloa   | 0-1 |     | 2-1 | 2-1 |
| 3    | Asociación Deportivo Cali   | 9   | 6 | 3 | 0 | 3 | 13 | 8  | +5   |  | Asociación Deportivo Cali   | 3-0 | 1-2 |     | 4-1 |
| 4    | Oriente Petrolero           | 1   | 6 | 0 | 1 | 5 | 6  | 14 | -8   |  | Oriente Petrolero           | 0-1 | 2-2 | 1-3 |     |

### Huitièmes de finale
Le tirage au sort des huitièmes de finale n'est pas total : un premier de groupe rencontre automatiquement un second d'un autre groupe, avec l'avantage de recevoir au match retour. Les affiches sont connues, en fonction des groupes des équipes.
| Match        | Équipe 1                   | Résultat      | Équipe 2                      | Aller | Retour |
| ------------ | -------------------------- | ------------- | ----------------------------- | ----- | ------ |
| 2e H / 1er A | Club de Deportes Cobreloa  | 3 - 4         | CA Rosario Central            | 2 - 3 | 1 - 1  |
| 2e G / 1er B | CD América Cali            | 5 - 1         | Club Nacional de Football     | 2 - 0 | 3 - 1  |
| 2e F / 1er C | AD São Caetano             | 1 - 1 3-5 tab | SE Palmeiras                  | 1 - 0 | 0 - 1  |
| 2e E / 1er D | Club Deportivo El Nacional | 2 - 6         | Cruzeiro EC                   | 1 - 2 | 1 - 4  |
| 2e D / 1er E | Club Sport Emelec          | 2 - 5         | Club Atlético River Plate     | 2 - 0 | 0 - 5  |
| 2e C / 1er F | Cerro Porteño              | 3 - 4         | Cruz Azul Fútbol Club         | 2 - 1 | 1 - 3  |
| 2e B / 1er G | Club Deportes Concepción   | 1 - 4         | CR Vasco da Gama              | 1 - 3 | 0 - 1  |
| 2e A / 1er H | Atlético Junior            | 3 - 4         | Club Atlético Boca Juniors'T' | 2 - 3 | 1 - 1  |

### Quarts de finale
| Équipe 1                  | Résultat      | Équipe 2                      | Aller | Retour |
| ------------------------- | ------------- | ----------------------------- | ----- | ------ |
| Club Atlético River Plate | 0 - 3         | Cruz Azul Fútbol Club         | 0 - 0 | 0 - 3  |
| CA Rosario Central        | 3 - 3 4-3 tab | CD América Cali               | 1 - 0 | 2 - 3  |
| CR Vasco da Gama          | 0 - 4         | Club Atlético Boca Juniors'T' | 0 - 1 | 0 - 3  |
| SE Palmeiras              | 5 - 5 4-3 tab | Cruzeiro                      | 3 - 3 | 2 - 2  |

### Demi-finales
| Équipe 1                    | Résultat      | Équipe 2           | Aller | Retour |
| --------------------------- | ------------- | ------------------ | ----- | ------ |
| Cruz Azul Fútbol Club       | 5 - 3         | CA Rosario Central | 2 - 0 | 3 - 3  |
| Club Atlético Boca JuniorsT | 4 - 4 3-2 tab | SE Palmeiras       | 2 - 2 | 2 - 2  |

### Finale
| 20 juin 2001 | Cruz Azul Fútbol Club | 0 - 1 | Club Atlético Boca Juniors | Stade Azteca, Mexico                                        |                                                             |
|              |                       |       | 79e Delgado                | Spectateurs : 115 000 Arbitrage : Márcio Rezende de Freitas | Spectateurs : 115 000 Arbitrage : Márcio Rezende de Freitas |

| 28 juin 2001                          | Club Atlético Boca Juniors | 0 - 1                                      | Cruz Azul Fútbol Club | La Bombonera, Buenos Aires                        |                                                   |
|                                       |                            |                                            | 45e Palencia          | Spectateurs : 60 500 Arbitrage : Gilberto Hidalgo | Spectateurs : 60 500 Arbitrage : Gilberto Hidalgo |
| Riquelme · Serna · Delgado · Bermúdez | Tirs au but 4-1            | Palencia · Galdames · Hernandez · Pinheiro |                       | Spectateurs : 60 500 Arbitrage : Gilberto Hidalgo | Spectateurs : 60 500 Arbitrage : Gilberto Hidalgo |

| Vainqueur de la Copa Libertadores 2001     |
| ------------------------------------------ |
| Club Atlético Boca Juniors Quatrième titre |